# 大陽日酸エンジニアリング
大陽日酸エンジニアリング株式会社（TAIYO NIPPON SANSO ENGINEERING CORPORATION）は、産業ガスメーカーである大陽日酸グループの1社で、主に管工事を行う。

## 概要
産業ガス関連設備の設計、施工、製造、メンテナンス及び高圧ガス保安法にもとづく指定完成検査機関、指定保安検査機関業務を行う。産業ガス界でも、特に高品質を求められる半導体生産工場向けの配管工事を得意としている。

## 沿革
- 1994年4月 - 日本酸素（現・大陽日酸）グループの工事会社5社が合併してエヌエスエンジニアリング株式会社設立、神奈川県川崎市に本社を置く。
- 1994年6月 - 日本酸素のエンジニアリング部門を統合。
- 1994年11月 - 本社が東京都大田区に移転。
- 1996年12月 - 福島県北会津郡北会津村（現・会津若松市）に会津工場（現・会津機器製作所）竣工。
- 1999年7月 - 一般高圧ガス保安規則関連設備に関する指定保安検査機関の指定を受ける。
- 2000年2月 - 本社を神奈川県川崎市に移転。
- 2000年6月 - コンビナート等保安規則関連設備に関する指定保安検査機関の指定を受ける。
- 2001年4月 - 液化石油ガス保安規則関連設備に関する指定保安検査機関の指定を受ける。
- 2002年3月 - 一般高圧ガス保安規則関連設備に関する指定完成検査機関の指定を受ける。
- 2006年4月 - サーン技術サービス株式会社を統合。
- 2008年7月 - サーンエンジニアリング株式会社の半導体関連業務部門を統合、商号を大陽日酸エンジニアリング株式会社に改める。

## 事業所

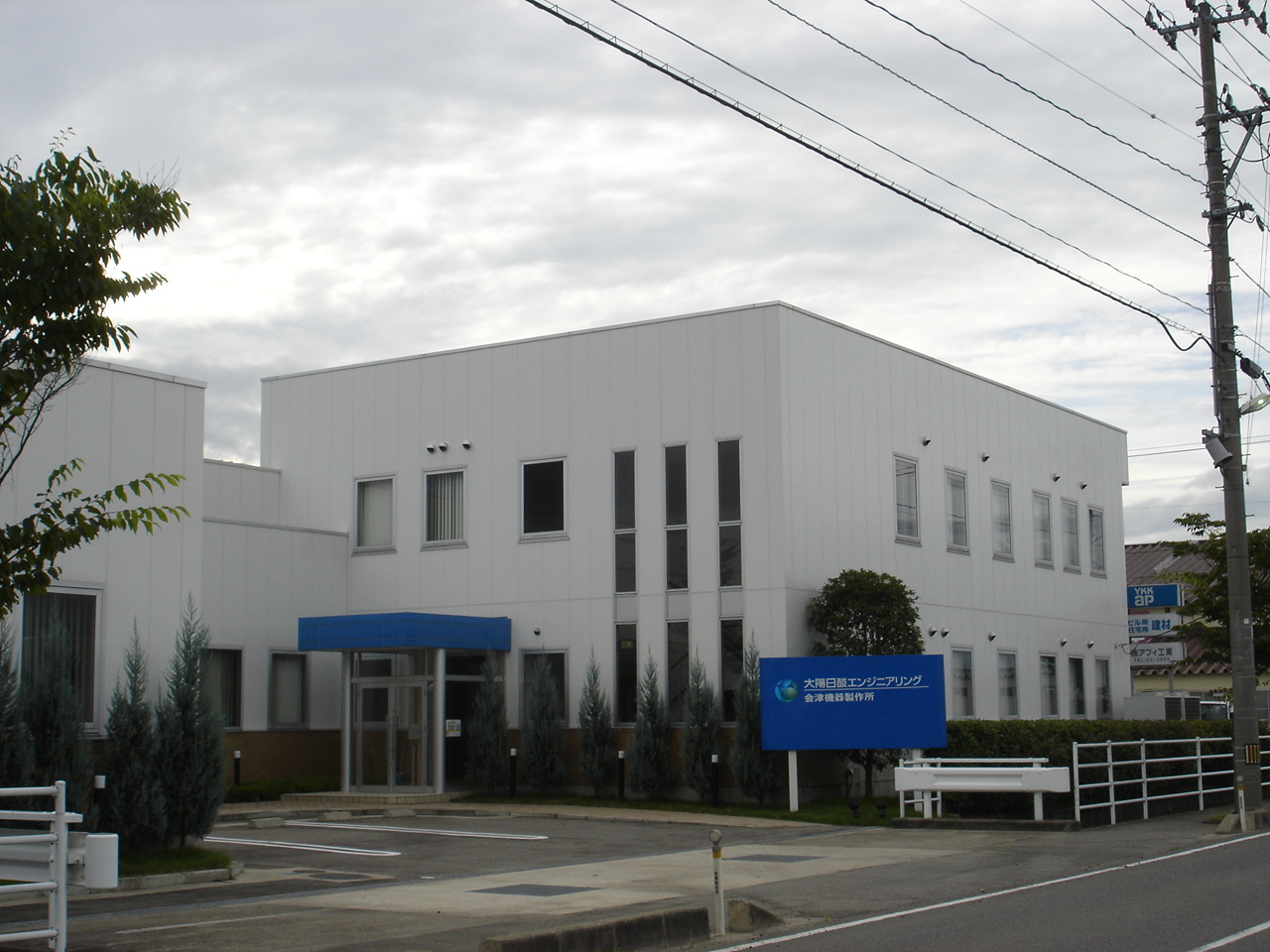
会津機器製作所

- 本社（神奈川県川崎市）
- 会津機器製作所（福島県会津若松市）
- 川崎機器製作所（神奈川県川崎市）
- 川口機器製作所（埼玉県川口市）
- 東北支店（宮城県仙台市）
- 北関東支店（茨城県土浦市）
- 関東支店（神奈川県川崎市）
- 中部支店（愛知県名古屋市）
- 関西支店（大阪府大阪市）
- 中四国支店（広島県広島市）
- 九州支店（福岡県北九州市）